# Bulbul à semi-collier
Spizixos semitorques
Espèce
Statut de conservation UICN

 LC  : Préoccupation mineure
Le Bulbul à semi-collier (Spizixos semitorques) est une espèce de passereaux de la famille des Pycnonotidae.

## Répartition
Cet oiseau vit en Chine, à Taïwan et au Vietnam.

## Sous-espèces
D'après la classification de référence (version 5.2, 2015) du Congrès ornithologique international, cette espèce est constituée des deux sous-espèces suivantes :
- Spizixos semitorques cinereicapillus Swinhoe 1871 ;
- Spizixos semitorques semitorques Swinhoe 1861.